# Jiří Hříbal
Jiří Hříbal (30. listopadu 1937 – 4. srpna 1987) byl československý hokejový útočník.

## Hráčská kariéra
Reprezentoval Československo ve čtyřech utkáních v letech 1958 a 1962. Na klubové úrovni hrál za Baník/VTŽ Chomutov (1955–1966). Za Chomutov odehrál necelých 400 utkání a dal 219 gólů.